# San Calixto
San Calixto là một khu tự quản thuộc tỉnh Norte de Santander, Colombia. Thủ phủ của khu tự quản San Calixto đóng tại San Calixto Khu tự quản San Calixto có diện tích  ki lô mét vuông. Đến thời điểm ngày 28 tháng 5 năm 2005, khu tự quản San Calixto có dân số 11518 người.